# Schaal van Torino
De schaal van Torino is een manier om het inslagrisico van planetoïden en kometen te beoordelen.
Ze is bedoeld als hulpmiddel voor astronomen en het publiek om het risico af te schatten, doordat de kans op inslag en de gevolgen daarvan in één enkel getal worden samengevat, op een vergelijkbare manier als de schaal van Richter dat doet voor aardbevingen.
Een andere en vergelijkbare, maar wezenlijk ingewikkeldere schaal is de Palermo Technical Impact Hazard Scale.

Schaal van Torino

Ieder object krijgt een getal van 0 tot 10 toegekend waarin de kans op inslag en de kinetische energie (in megaton) betrokken worden. Daarbij betekent 0 een object met een verwaarloosbaar kleine kans op inslag, of dat te klein is om intact door de aardatmosfeer te komen. Een 10 betekent een zekere botsing met wereldwijde vernietiging. Cijfers achter de komma worden niet gebruikt.
De Torinoschaal werd door prof. Richard P. Binzel (MIT) opgesteld en op een VN-conferentie in 1995 voorgesteld als de Near-Earth Object Hazard Index (Gevarenindex voor aardscheerders). Een bewerkte versie werd voorgesteld in juni 1999 op de internationale aardscheerdersconferentie in Turijn. De deelnemers namen de bewerkte versie aan. De naam "schaal van Torino" waartoe besloten werd (Torino is de Italiaanse naam van Turijn) staat voor de geest van internationale samenwerking op die conferentie ten aanzien van de inspanningen tot onderzoek en beter begrip van de risico's van deze objecten.
De Torinoschaal gebruikt ook kleurcodes van wit via groen, geel en oranje tot rood. De niveaus hebben de volgende betekenis:
| Geen gevaar      | 0  | De kans op een botsing is nul of verwaarloosbaar klein. Deze indeling geldt ook voor elk voorwerp dat te klein is om het aardoppervlak intact te bereiken. |
| Normaal          | 1  | De kans op een botsing is zeer klein, er is geen reden tot ongerustheid.                                                                                   |
| Aandacht gewenst | 2  | Een nabije, maar niet ongewone nadering. Een botsing is zeer onwaarschijnlijk.                                                                             |
| Aandacht gewenst | 3  | Een nadering met een botsingskans boven 1%. Een inslag kan plaatselijke vernietiging veroorzaken.                                                          |
| Aandacht gewenst | 4  | Een nadering met een botsingskans boven 1%. Een inslag kan regionale vernietiging veroorzaken.                                                             |
| Dreiging         | 5  | Een grote nadering met een grote kans op botsing, die regionale vernietiging kan veroorzaken.                                                              |
| Dreiging         | 6  | Een grote nadering met een grote kans op botsing, die wereldwijde vernietiging kan veroorzaken.                                                            |
| Dreiging         | 7  | Een grote nadering met een zeer grote kans op botsing, die wereldwijde vernietiging kan veroorzaken.                                                       |
| Zekere botsing   | 8  | Een botsing die lokale vernietiging veroorzaakt. Zulke gebeurtenissen vinden eens in de 50 tot 1000 jaar plaats.                                           |
| Zekere botsing   | 9  | Een botsing die regionale vernietiging veroorzaakt. Zulke gebeurtenissen vinden eens in de 1000 tot 100.000 jaar plaats.                                   |
| Zekere botsing   | 10 | Een botsing die wereldwijde vernietiging veroorzaakt. Zulke gebeurtenissen vinden eens in de 100.000 jaar of minder vaak plaats.                           |

Vanwege de berichtgeving in de pers over het vals alarm rond (143649) 2003 QQ47 hebben de astronomen in 2005 een paar kleine tekstwijzigingen gemaakt in de Torinoschaal, die aangeven dat voorwerpen in klasse 2 of 3 na nader onderzoek meestal worden gedegradeerd naar klasse 0. Daarmee moet het vertrouwen van het publiek teruggewonnen worden.